# International Ultraviolet Explorer
El International Ultraviolet Explorer (IUE) fue un observatorio espacial diseñado para el estudio de la radiación ultravioleta. El satélite fue un proyecto de colaboración entre la NASA, el Science Research Council del Reino Unido y la Agencia Espacial Europea (ESA).
El IUE fue propuesto por primera vez en 1964 por un grupo de científicos en el Reino Unido, pero no fue lanzado hasta el 26 de enero de 1978, a bordo de un cohete Delta de la NASA. Se le supuso un tiempo de vida mínimo de tres años, pero las expectativas se vieron desbordadas ya que finalmente, fue desconectado el 30 de diciembre de 1996, durando casi seis veces más de lo previsto. Fue el primer observatorio espacial operado en tiempo real por astrónomos que visitaron las estaciones de seguimiento en Estados Unidos y Europa. Se realizaron unas 104.000 observaciones, incluyendo planetas, cometas, estrellas, polvo interestelar, supernovas, auroras planetarias, galaxias, y quasars

## Historia del proyecto

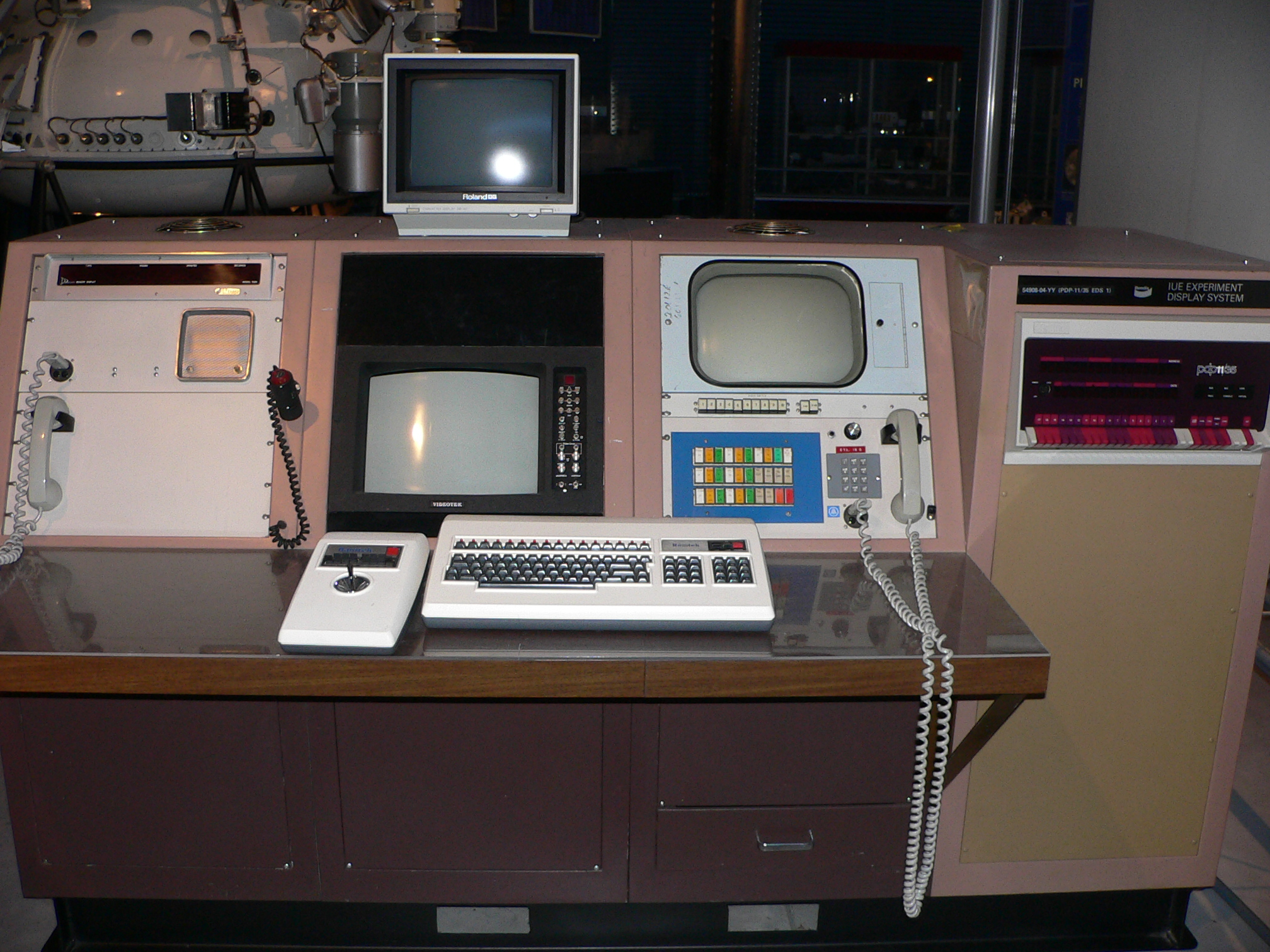
Mesa de control del IUE, desde 1978 hasta 1996.

La idea de un satélite astronómico para el estudio del espectro ultravioleta fue propuesto por primera vez al ESRO, predecesor de la ESA, por un grupo de científicos Británicos. La propuesta estaba en ese tiempo más allá de las capacidades de la ESA y el concepto fue ofrecido a la NASA, que desarrolló la idea como SAS-D (Small Astronomy Satellite-D). El SERC británico se unió al proyecto aportando las cámaras para los espectrógrafos y el software para los instrumentos científicos. La ESA contribuyó con los paneles solares y un centro de seguimiento terrestre (VILSPA) en Villafranca del Castillo, España. La NASA desarrolló el "cuerpo" del satélite y aportó un segundo centro de seguimiento en Greenbelt, Maryland en el Centro de Vuelo Espacial Goddard.
Siguiendo los acuerdos firmados, el tiempo de observación sería dividido de la siguiente forma: 2/3 para la NASA, 1/6 para la ESA y 1/6 para el SERC